# Вдовенко, Пётр Фёдорович
Пётр Фёдорович Вдовенко (укр. Петро Федорович Вдовенко; 1927—1995) — новатор сельскохозяйственного производства, председатель колхоза «Украина» Винницкого района Винницкой области Украинской ССР, дважды Герой Социалистического Труда (1958, 1959).

## Биография
Родился 3 января 1927 года в селе Старая Буда Бородянского района Киевского округа (ныне Киевской области) в крестьянской семье.
В 1947—1953 годах работал в Винницком районе Винницкой области ветеринарным фельдшером: сначала в Луко-Мелешковском, а потом — в Якушинецком зооветеринарных участках.
С 1953 года работал председателем колхоза «Украина» Винницкого района Винницкой области.
Член КПСС с 1953 года. Делегат XXI съезда Коммунистической партии Украины (1960).

## Награды
- Дважды Герой Социалистического Труда (26.02.1958, 25.12.1959) — за заслуги в развитии сельского хозяйства[2];
- орден Ленина (26.02.1958);
- медали.